# ديفيد إيستوود
ديفيد إيستوود (بالإنجليزية: David Eastwood)‏ (30 مارس 1848 - 17 مايو 1903) هو لاعب كريكت بريطاني (وحمل سابقاً جنسية المملكة المتحدة لبريطانيا العظمى وأيرلندا).

## وصلات خارجية
- ديفيد إيستوود على موقع إي آس بي آن كريك إنفو (الإنجليزية)